# Mysz śródziemnomorska
Mysz śródziemnomorska (Mus spretus) – gatunek gryzonia z rodziny myszowatych, występujący w zachodniej części basenu Morza Śródziemnego.

## Klasyfikacja
Gatunek został opisany naukowo w 1883 roku przez F. Lataste’a. Należy do podrodzaju nominatywnego Mus. Szczątki tych gryzoni znaleziono w osadach plejstoceńskich w Maroku i Tunezji, co wskazuje, że wywodzą się z Afryki Północnej; niemniej jest wątpliwe, aby ich przybycie do Europy było związane z zawleczeniem przez ludzi, jako że gryzonie te unikają zabudowań.

## Biologia
Myszy śródziemnomorskie żyją w Maroku i północnej Algierii, Tunezji i na wybrzeżu Libii, na Balearach, w Hiszpanii, Portugalii i na południu Francji. Mysz śródziemnomorska zamieszkuje obszary trawiaste, pola i otwarte obszary leśne, unika gęstych lasów i zabudowań ludzkich. Występuje od poziomu morza do wysokości 1800 m n.p.m. Jej zapotrzebowanie na wodę jest o około połowę niższe niż myszy domowej, co pozwala jej żyć w suchszych środowiskach.

## Populacja
Mysz śródziemnomorska jest pospolita na obszarze występowania, gęstość populacji to typowo od 3 do 12 osobników na hektar. Nie są znane zagrożenia dla gatunku, populacja jest stabilna, jest ona uznawana za gatunek najmniejszej troski.